# Pelargonium dichondrifolium
Pelargonium dichondrifolium är en näveväxtart som beskrevs av Dc.. Pelargonium dichondrifolium ingår i släktet pelargoner, och familjen näveväxter. Inga underarter finns listade i Catalogue of Life.